# Костанай (аэропорт)
Междунаро́дный аэропо́рт «Ахмет Байтурсынов» (ИАТА: KSN, ИКАО: UAUU) (каз. Халықаралық Ахмет Байтұрсынұлы Әуежайы, латиница — каз. Halyqaralyq Ahmet Baitūrsynūly Äuejaıy, до июня 2022 года каз. Қостанай халықаралық әуежайы) — аэропорт города Костаная в Казахстане.
28 июня 2022 года — постановлением правительства Казахстана Международному аэропорту Костаная присвоено имя Ахмета Байтурсынова.

## История
C 1980 по 2000 годы являлся аэродромом совместного базирования — здесь дислоцировались военные самолёты Ан-12 (отдельный транспортный авиационный полк). Записывался под названием Костанай (Наримановка). На нынешнем месте аэропорт был построен в конце 1970-х. Ранее (с 1937) аэропорт находился в 3 км северо-восточнее, на аэродроме Кустанай— Центральный вблизи железнодорожной станции; ныне его территория застроена.
В 2019 году произведена реконструкция ИВПП с удлинением на 300 м. (длина ИВПП стало 2814 м.) и уширением до 60 м. (45 м. + по 7.5 м укреплённые обочины)

## Принимаемые типыВС
Ан-12, Ан-24, Ан-26, Ан-28, Ан-30, Ан-32, Ан-72, Ан-74, Ил-76, Ил-114, Ту-134, Ту-154, Ту-204, Ту-214, Як-40, Як-42, Airbus A319, Airbus A320, Airbus A321, ATR 42, ATR 72, Boeing 737, Boeing 757, Boeing 767, Fokker-50, Fokker-100 и др. типы ВС 3-4 класса, вертолёты всех типов. Максимальный взлётный вес воздушного судна 200 тонн. Классификационное число ВПП (PCN) 50/F/C/X/T.

## Авиакомпании и направления
По состоянию на 2022 год аэропорт обслуживает следующие рейсы:

## Показатели деятельности
В 2018 году аэропорт города Костанай обслужил 190 тысяч 855 пассажиров и обработал 337 тонн груза.

### Пассажиропоток
| год            | 2015    | 2016    | 2017    | 2018    |
| Пассажиропоток | 125 758 | 117 214 | 151 662 | 190 855 |